# Rianna Dean
Rianna Dean (21 ottobre 1998) è una calciatrice inglese, attaccante del Southampton.

## Palmarès
- FA Women's League Cup: 1

Arsenal: 2015